# Le Guide du voyageur galactique (roman)
Pour la série complète et ses adaptations, voir Le Guide du voyageur galactique.
Le Guide du voyageur galactique ou Le Guide galactique au Québec (titre original : The Hitchhiker's Guide to the Galaxy, souvent abrégé en H2G2) est le premier volume de la « trilogie en cinq tomes » H2G2 imaginée par Douglas Adams. Publié en 1979 et adapté des quatre premiers épisodes du feuilleton radio The Hitchhiker's Guide to the Galaxy écrit par Douglas Adams un an plus tôt, le roman fut réécrit en français en 1982 par Jean Bonnefoy sous le titre Le Guide du Routard galactique, qui ajouta de nombreux jeux de mots et modifia considérablement le niveau de langue de l'original.

## Synopsis
Arthur Dent, citoyen anglais moyen, assiste impuissant à la destruction de la Terre par les Vogons afin de soi-disant créer une voie express hyperspatiale (il est mentionné par la suite qu'il s'agit probablement plus d'une conspiration destinée à garder secrets certains éclaircissements métaphysiques). Il est sauvé par son ami Ford Prefect, qui est en fait originaire de Bételgeuse et qui l'emmène avec lui en astrostop à travers la Galaxie. Ils sont tout d'abord pris en stop sur un vaisseau vogon, où leur présence est indésirable.
Après avoir été forcés d'écouter un poème vogon, poèmes réputés terribles, puis expulsés dans l'espace, les deux amis se retrouvent, de manière tout à fait fortuite, récupérés par le Cœur en Or, un vaisseau volé peu de temps auparavant par Zaphod Beeblebrox, président de la galaxie et « demi-cousin » de Ford. Zaphod est accompagné de son assistante Trillian, une humaine. Pour se guider, Ford a avec lui un exemplaire du Guide du voyageur galactique, sorte de Guide du routard pour la galaxie, célèbre pour sa phrase de couverture : Don't Panic (ou Pas de panique dans la traduction française).
Lorsqu'il est rejoint par Arthur et Ford, Zaphod s'avère être à la recherche d'une planète réputée légendaire, Magrathea, originellement construite de toutes pièces pour être un complexe hôtelier paradisiaque. Grâce aux formidables capacités du Cœur en Or, propulsé par un Générateur d'Improbabilité Infinie, Zaphod parvient à y atterrir. Ils y découvrent un gigantesque entrepôt, pouvant presque donner une idée de l'infinité, destiné à usiner des planètes. Cependant, tous ses ouvriers ont été endormis, dans l'attente d'une période économique florissante où certains seront suffisamment riches pour s'offrir leurs vaisseaux, à l'exception de Slartibartfast, créateur de planètes spécialisé dans les fjords, qui les accueille et leur présente la tentative couronnée de succès de certaines populations extraterrestres pour découvrir la réponse à La Grande Question sur la vie, l'univers et le reste, d'ailleurs mentionnée. Rejoint ensuite par deux chercheurs d'une race hyper-intelligente et pan-dimensionnelle (incarnés pour l'occasion en souris), il narre la tentative pour trouver une question à cette ultime réponse, à l'aide du super-ordinateur qu'est la Terre, qui aurait dû s'achever quelques minutes après sa destruction. Les deux souris évoquent cependant la possibilité de trouver la Question imprimée dans le cerveau d'Arthur, car il est issu de la dernière génération d'êtres vivants terrestres, eux aussi faisant partie de l'ordinateur. Devant son refus de leur céder son cerveau, ils sont obligés d'inventer eux-mêmes une question qui appellerait la réponse à La Grande Question sur la vie, l'univers et le reste.
Les protagonistes sont interrompus par l'arrivée sur la planète de vaisseaux de police, à la recherche de Zaphod suspecté d'avoir volé le Cœur en Or, bientôt détruits par Marvin, qui a poussé l’ordinateur de la police à se suicider en conversant avec lui. L’œuvre se clôt sur l'envie manifeste de Zaphod et d'Arthur d'aller dîner.

## Personnages
- Arthur Dent (Arthur Accroc[5]), terrien ;
- Ford Prefect (Ford Escort), astrostoppeur et ami d'Arthur ;
- Zaphod Beeblebrox (Zappy Bibicy), président de la Galaxie, en fuite ;
- Trillian, de son vrai nom Tricia McMillan, terrienne ;
- Eddie, l'ordinateur de bord du Cœur en Or ;
- Marvin, androïde paranoïaque et dépressif ;
- Slartibartfast (Saloprilopette), architecte créateur de planètes spécialisé dans les fjords.

## Accueil et récompenses
- Numéro un sur la liste des meilleures ventes du Sunday Times (1979)
- Golden Pan (de la part de ses éditeurs pour avoir atteint le millionième exemplaire vendu) (1984)
- 24e dans la liste des 100 plus grands livres du siècle de Waterstone's Books/Channel 4 (1996)
- 4e au BBC's Big Read, une tentative de trouver le « Livre le plus aimé du Royaume-Uni » (2003)

## Titre en français
[style à revoir]
La version française du Guide est initialement intitulée Le Guide du Routard galactique. En effet, les termes de Guide du routard, homonyme de la célèbre collection de guides touristiques créée en 1973, semblaient la traduction la plus appropriée, choisie en 1982, au titre original The Hitchhiker's Guide to the Galaxy (littéralement : «Le Guide de l'Auto-stoppeur pour la Galaxie»).
Le véritable Guide du Routard ayant déposé le titre, et plus particulièrement le terme "Routard" (et ce dès 1975, à l'INPI), il fait pression sur l'éditeur Denoël afin de faire modifier le titre de l'ouvrage de science-fiction. Dix ans après la sortie française du Guide du routard galactique, le livre se voit rebaptisé – brièvement – Le Routard galactique, titre qui n'apporte évidemment pas satisfaction à l'éditeur de l'authentique Guide du Routard. Celui-ci obtient toutefois gain de cause, et Denoël rebaptise le livre Le Guide galactique, dans l'indignation générale des fans francophones qui comprennent mal cette forme de censure[réf. nécessaire]. Denoël se dédouane en expliquant les faits dans une page d'introduction ajoutée au livre dans cette nouvelle version, objectivement quoique non sans humour (précisant que le titre Sac à dos dans les étoiles avait été évoqué puis écarté).
En 2005, à la sortie du film H2G2, un nouveau titre francophone remplace le précédent : il s'agit désormais du Guide du voyageur galactique, tome 1 : H2G2.

## Suite
La volontairement mal nommée Trilogie est composée de cinq livres : 
1. Le Guide du voyageur galactique, 1982 (The Hitchhiker's Guide to the Galaxy, 1979), trad. Jean Bonnefoy
2. Le Dernier Restaurant avant la fin du monde, 1982 (The Restaurant at the End of the Universe, 1980), trad. Jean Bonnefoy
3. La Vie, l'Univers et le Reste, 1983 (Life, the Universe and Everything, 1982), trad. Jean Bonnefoy
4. Salut, et encore merci pour le poisson, 1994 (So Long, and Thanks For All the Fish, 1984), trad. Jean Bonnefoy
5. Globalement inoffensive, 1994 (Mostly Harmless, 1992), trad. Jean Bonnefoy

Le 16 septembre 2008 est annoncé un sixième ouvrage écrit par l'auteur irlandais Eoin Colfer. Sorti le 12 octobre 2009 en anglais, le jour du trentième anniversaire de la publication du livre original, la traduction française de Michel Pagel aux éditions Denoël a été publiée le 11 mars 2010 sous le titre Encore une chose....

## Adaptation cinématographique
Le Guide du voyageur galactique a été adapté en long métrage par Garth Jennings. Sorti en avril 2005 dans les pays anglophones, il fut diffusé dans les autres pays entre mai et septembre 2005.